# Luna principessa argentata
Luna principessa argentata (夢のクレヨン王国?, Yume no Crayon ōkoku) è un anime giapponese prodotta da Toei Animation in 70 episodi e trasmesso per la prima volta dal network TV Asahi a partire da settembre 1997. In Italia la serie è stata proposta da Italia 1 dal settembre del 2001 in collocazione mattutina.
La serie è composta da due archi narrativi. L'arco di Notte Nera si conclude con l'episodio 49, il secondo arco, visto da molti come una seconda stagione della serie, comincia dall'episodio 50.
La serie è inoltre famosa per essere stata diretta da Jun'ichi Satō, celeberrimo regista nel mondo delle mahou shoujo, che poco tempo prima si era occupato della regia generale di Sailor Moon. Una volta conclusa la regia di Luna principessa argentata, Satō andrà ad occuparsi della regia de Il Club della Magia! e di tutte le stagioni di Magica DoReMi.

## Trama
Prima parte (Episodi 1-49)
Luna Argentata è la figlia del Re e della Regina del Regno dell'Arcobaleno. È una bambina estremamente viziata, tanto da avere ben dodici cattive abitudini che la rendono inadatta al suo ruolo di principessa.
Durante la festa per il suo dodicesimo compleanno si presenta un misterioso ragazzo che trasforma i genitori di Luna in statue di pietra con un incantesimo; da quel momento Luna avrà un anno di tempo per trovare il colpevole e fargli annullare la magia, che altrimenti diverrà permanente.
Luna si imbarca così in un lungo viaggio in compagnia dei due guardiani del castello, un maialino sempre affamato di nome Stonston ed il saggio gallo Araessa, che a sua volta, incaricato dal Primo Ministro, deve portare a termine un'altra missione. Ad affiancare il trio ci sono i dodici Spiriti Vegetali, a cui Luna ha diritto di rivolgere appello una sola volta al giorno, invocandoli attraverso il suo magico Astuccio Portaprofumi, donatole dal Primo Ministro.
Poco dopo la sua partenza, al castello si scopre che le forze del male che un tempo minacciarono il regno sono state misteriosamente liberate. Il malvagio Notte Nera, che era stato rinchiuso in uno specchio, intende scatenare la sua vendetta sugli eredi di colei che lo imprigionò, ossia la grande regina Valour, idolo della principessa Luna. Secondo la profezia, solo un discendente della regina potrà distruggere per sempre le forze del male. Per riuscirci, Luna dovrà liberarsi delle sue dodici cattive abitudini, cercando inoltre di rintracciare i dodici pezzi di un misterioso puzzle che riveleranno il curioso punto debole di Notte Nera.
Seconda parte (Episodi 50-70)
Conclusa la caccia a Notte Nera, la principessa Luna deciderà da sé di intraprendere nuovamente un viaggio. La gatta Punya, una governante in erba da poco giunta a palazzo per servire Luna, libera per errore due angeli intrappolati in un vecchio orologio. I due misteriosi angioletti cominciano subito a seminare guai nel Regno dell'Arcobaleno e la principessa, sempre affiancata dai suoi fidati amici, decide di dargli la caccia. Luna ripercorrerà alcune delle tappe visitate l'anno prima a bordo di un simpatico treno parlante, imbattendosi spesso in Punya che, per rimediare al danno, a sua volta rincorre i due angeli per convincerli a ritornare nell'orologio.
I protagonisti della storia finiranno con lo scoprire che in realtà i due angeli sono vittime di una maledizione e, unendo le forze, cercheranno di salvarli.
Al termine di questa avventura, verrà rivelato il segreto del Regno dell’Arcobaleno.

## Personaggi
Principessa Luna Argentata (シルバー王女?, Shiruba Ōjo)
Doppiata da: Yuka Tokumitsu (ed. giapponese), Tosawi Piovani (ed. italiana)
Luna Argentata è la principessa del Regno dell'Arcobaleno. È la figlia del Re e della Regina e per questo è amata e coccolata da tutti, e allo stesso tempo è discendente della leggendaria regina Valour, colei che ha sconfitto Notte Nera, e che rappresenta il suo idolo: Luna vorrebbe essere come lei, ma in realtà è piena di difetti. Infatti, Luna è caratterizzata dalle sue 12 cattive abitudini, che tutti le fanno continuamente notare e che la rendono apparentemente molto diversa dalla regina Valour. Luna è tirchia, diffidente, avida, ci impiega sempre tre ore nel prepararsi, è irascibile, scarica sempre la colpa sugli altri, è golosa, vanitosa, disordinata, testarda, bugiarda e dormigliona.
Da quando i suoi genitori sono stati tramutati in statue, Luna è determinata a liberarli, quindi inizia ad inseguire un ragazzo che crede sia Notte Nera o un suo alleato; questi si rivela invece il principe Cloud, il cui obiettivo è proprio sconfiggere Notte Nera. Così Luna inizia il suo viaggio attraverso regni e regioni, sia per trovare il modo di far tornare normali i suoi genitori che per migliorare nelle sue cattive abitudini e diventare più simile alla regina Valour.
Pur comportandosi in modo capriccioso, Luna si dimostra coraggiosa nel momento del bisogno, e tiene molto a coloro che le stanno a cuore e ai sudditi del suo regno. Col tempo stringe amicizia anche con Cloud, con cui però ha un rapporto di amore / odio: si arrabbia ogni volta che lo sente additarla delle cattive abitudini e gli dice di detestarlo, ma in diversi momenti sembra provare dei sentimenti per lui e vi condivide alcuni momenti romantici (ad esempio Luna che scambia un insulto per un complimento, fissandolo arrossendo, solo per tornare in sé una volta che si rende conto che l'aveva insultata). Una volta dice ad Araessa di essersi "innamorata una volta, ma ha deciso di non farlo mai più", dopodiché immagina Cloud nella sua mente.
Nel doppiaggio Francese, Luna Argentata è chiamata Princesse Diamant (Principessa Diamante).
Stonston (ストンストン?)
Doppiato da: Junko Takeuchi (ed. giapponese), Cristiana Rossi (ed. italiana)
Un maiale che viaggia con Luna per trovare Notte Nera. È poco atletico e molto ingordo, ma allo stesso tempo fedele verso i suoi amici.
Araessa (アラエッサ?)
Doppiato da: Osamu Sakata (ed. giapponese), Gianfranco Gamba (ed. italiana)
Un gallo che viaggia con Luna per trovare Notte Nera. È orfano, perciò è stato adottato dalla Signora Tigre, che considera sua madre. Gli è stata affidata anche la missione secondaria di scattare fotografie a vari elementi della natura, per cui va sempre in giro con una macchina fotografica. Ha un carattere talvolta paternalistico nei confronti di Luna, e la rimprovera delle sue cattive abitudini più spesso degli altri, ma solo perché le vuole molto bene.
Principe Cloud (クラウド?, Kuraudo)
Doppiato da: Nanaho Katsuragi (ed. giapponese), Davide Garbolino (ed. italiana)
Un ragazzo di 13 anni dai capelli biondi e gli occhi blu, che compare improvvisamente al palazzo reale nel giorno del dodicesimo compleanno di Luna, e trasforma in pietra i genitori della ragazza. Assistendo a questo gesto, Luna crede che si tratti di un alleato del malvagio Notte Nera, ma dopo averlo incrociato alcune volte durante il viaggio, scopre la verità sulla sua identità.
Cloud è in realtà un discendente del duca Klaus, il coraggioso spadaccino che tempo addietro riuscì a sconfiggere Notte Nera insieme alla regina Valour. Ha trasformato i genitori di Luna in pietra solo per convincerla a cominciare il suo viaggio, unico modo di farla liberare delle sue cattive abitudini e farla somigliare a Valour, a sua volta unico modo di sconfiggere Notte Nera. Seguendo le orme di Klaus, anche Cloud è specializzato nell'arte della spada; utilizza le sue capacità in battaglia per scacciare Notte Nera in diverse occasioni di pericolo, e mentre Luna prosegue il suo viaggio, tra un incontro e l'altro con lei, si allena anche presso esperti maestri per diventare uno spadaccino più forte.
Pur non risultando strettamente presuntuoso, Cloud è alquanto sicuro di sé e questo lo porta a scontrarsi con Luna in quasi tutti i loro incontri, e in particolare le rimarca insistentemente le sue cattive abitudini, il che la manda su tutte le furie. Cloud è coraggioso, leale e intraprendente, e salva più volte Luna dalle minacce di Notte Nera sia in combattimenti diretti che grazie alla sua intelligenza; talvolta, però, anche lui è preda in maniera minore di qualche cattiva abitudine, e quando accade Luna è la prima a rinfacciargliele.
Cloud si adatta a quasi tutte le situazioni con prontezza, ma non sopporta proprio i peperoni. Durante alcuni allenamenti, comunque, si sforza di mangiare anche quelli, dimostrando di non abbandonarsi ai capricci.
Nell'episodio 17 dona a Luna l'Identità della Principessa, un tesoro che apparteneva alla regina Valour e che è stato tramandato dai membri della famiglia Klaus. Ponendolo sul palmo della mano, quest'oggetto è in grado di riconoscere la vera principessa del Regno dell'Arcobaleno, ma solo quando lei è veramente degna di questo nobile titolo.
Notte Nera (死神?, Shinigami)
Doppiato da: Ken Yamaguchi (ed. giapponese), Mario Zucca (ed. italiana)
Un'entità maligna che tempo addietro aveva cercato di distruggere e conquistare il Regno dell'Arcobaleno, venendo infine sigillata dall'opera della regina Valour e del duca Klaus. Nel presente, un fulmine lo ha liberato dalla cava in cui era imprigionato.
L'obiettivo di Notte Nera è di uccidere la principessa Luna, cancellando così lo spirito della regina Valour che lei, in quanto sua discendente, ancora custodisce; in questo modo nulla vi si opporrebbe oltremodo, e sarebbe libero di conquistare il Regno dell'Arcobaleno.
Notte Nera può trasformare gli esseri viventi in pietra, incantesimo che sparisce solo quando lui viene sconfitto. È inoltre in grado di possedere temporaneamente il corpo di qualcun altro: in questo modo maschera la propria identità, si infiltra ovunque senza essere scoperto e sparge falsità per ordire le sue trame. Fingendosi un consigliere nei regni di Hamburger e Onigiri, ad esempio, riesce a trascinare i due eserciti sull'orlo di una guerra.
Pur essendo potente e a volte strategico, Notte Nera è in diversi casi molto stupido e non sfrutta affatto i suoi poteri. Ogni volta che cerca di catturare Luna, ad esempio, lo fa in maniere immotivatamente complicate, finendo per darle il tempo e il modo di trovare una soluzione, mentre in altre situazioni si fa raggirare da trucchi banali. Pur essendo una presenza spesso comica, che crea moltissime gag all'interno della serie, Notte Nera è seriamente malvagio e punta a uccidere fisicamente Luna, esponendola più volte a pericoli per la sua vita.
Si presenta quasi sempre come un'ombra nera dalla forma sinuosa e allungata, e può distorcersi a piacimento per infiltrarsi in qualunque luogo o possedere i corpi; in realtà, però, ha l'aspetto di un'amadriade.
Primo Ministro (カメレオン総理?)
Doppiato da: Kenji Nomura (ed. giapponese), Enrico Bertorelli (ed. italiana)
Primo Ministro del Regno dell'Arcobaleno. Chiama quasi ogni giorno la Principessa Luna al telefono, per controllare come sta andando il viaggio e assicurarsi che stia bene; pur essendo sempre indaffarato, tiene molto ai sudditi del Regno e alla Principessa. Spesso, insieme agli altri ministri, dà consigli a Luna su come superare o risolvere al meglio i problemi. Inoltre, nel corso della serie sarà sempre lui a donarle i vari oggetti magici che la affiancheranno, come l'Astuccio dei Profumi, il bracciale per la Happy Dance e la Penna Arcobaleno.

## Edizione italiana

### Doppiaggio
| Personaggio                | Doppiatore originale | Doppiatore italiano                  |
| -------------------------- | -------------------- | ------------------------------------ |
| Luna Argentata (Silver)    | Yuka Tokumitsu       | Tosawi Piovani                       |
| Araessa                    | Osamu Sakata         | Gianfranco Gamba                     |
| Stonston                   | Junko Takeuchi       | Cristiana Rossi                      |
| Re Golden                  | Hiroaki Hirata       | Diego Sabre                          |
| Regina Opal                | Kumiko Nishihara     | Giovanna Papandrea                   |
| Principe Cloud             | Nanaho Katsuragi     | Davide Garbolino                     |
| Primo Ministro             | Hajimenori Miyata    | Enrico Bertorelli                    |
| Arcivescovo                |                      | Mario Scarabelli                     |
| Notte Nera                 | Ken Yamaguchi        | Mario Zucca                          |
| Popi (Tomorokovsky)        | Yuuta Mochizuki      |                                      |
| Tofu (Tofumon)             | Ginzō Matsuo         | Stefano Albertini                    |
| Susina (Umekero)           | Yayoi Nakazawa       | Giuliana Nanni                       |
| Bambù (Nobilger)           | Yoshihiko Akaida     | Enrico Bertorelli                    |
| Carotino (Ninjippi)        | Miwa Matsumoto       | Patrizia Mottola                     |
| Cavolina (Cabetta)         | Megumi Takamura      | Tosawi Piovani                       |
| Fior di Loto (Renkopocchi) | Yuri                 |                                      |
| Fogliolina (Horesore)      | Hiroko Konishi       | Emanuela Pacotto                     |
| Pomodorina (Tomatomato)    | Chihiro Sakurai      | Giovanna Papandrea                   |
| Porro (Negeek)             | Kouki Miyata         | Simone D'Andrea                      |
| Sesamina (Gomaato)         | Rumi Shishido        | Alessandra Karpoff                   |
| Melanzano (Sososonasu)     | Yoji Ietomi          | Diego Sabre                          |
| Capo degli Angeli          |                      | Mario Scarabelli                     |
| Dick                       |                      | Gabriele Calindri                    |
| Dottore                    |                      | Stefano Albertini                    |
| Tata di Cloud              |                      | Rosalba Bongiovanni                  |
| Ministro Azzurro           |                      | Giusy Di Martino                     |
| Ministro Bianco            |                      | Davide Garbolino                     |
| Ministro Blu               |                      | Giuseppe Calvetti                    |
| Ministro Nero              |                      | Simone D'Andrea                      |
| Ministro Rosso             |                      | Federica Valenti                     |
| Ministro Verde             |                      | Daniele Demma                        |
| Ministro di Hamburger      |                      | Federico Danti                       |
| Irondella                  |                      | Marcella Silvestri                   |
| Fluffy                     |                      | Emanuela Pacotto                     |
| Dragon King                |                      | Stefano Albertini                    |
| Principe Crat              |                      | Dania Cericola                       |
| Principe Fileo             |                      | Marcella Silvestri                   |
| Principe Good              |                      | Luca Bottale                         |
| Principessa Octopus        |                      | Emanuela Pacotto                     |
| Principessa Topina         |                      | Deborah Morese                       |
| Principessa Topolotta      |                      | Giusy Di Martino                     |
| Signorina Kirupp           |                      | Caterina Rochira                     |
| Signora Tigre              |                      | Cinzia Massironi                     |
| Signorina Bonita           |                      | Nadia Biondini                       |
| Signorina Pucci            | Yoshiko Shimizu      | Rosalba Bongiovanni                  |
| Spicy                      |                      | Marcella Silvestri                   |
| Signora Hippo              |                      | Rosalba Bongiovanni                  |
| Regina Valour              |                      | Dania Cericola                       |
| Punya                      | Yukiko Hanioka       | Alessandra Karpoff                   |
| Shaka Tic                  | Yuki Matsuoka        | Monica Bonetto                       |
| Yuku Tac                   | Nami Miyahara        | Irene Scalzo                         |
| Luna d'Argento             |                      | Anna Radici                          |
| Controllore                |                      | Riccardo Rovatti                     |
| Voce narrante              |                      | Gabriele Calindri Marcella Silvestri |

### Sigle
La sigla originale di apertura è N Paka March (ン・パカ マーチ), cantata da Yuka Tokumitsu e i Tokyo Shonen Shojo Gassho-tai; mentre quella di chiusura è Arinomamani (ありのままに), cantata da Kana Sugiyama e i Tokyo Shonen Shojo Gassho-tai. Il video della sigla di apertura cambia alcune immagini dopo il 50º episodio.
La sigla italiana, utilizzata sia in apertura che in chiusura, è Luna, principessa argentata, musica di Franco Fasano, testo di Alessandra Valeri Manera, cantata da Cristina D'Avena. La videosigla è un montaggio originale che include sia scene dalla sigla di apertura giapponese, sia scene dagli episodi.

## Episodi
Per compiere il suo viaggio, Luna e il suo gruppo si avventurano in una serie di regioni contraddistinte dai nomi dei mesi dell'anno (ad esempio, nell'episodio 5 entrano nella "Regione di ottobre"). Per questo motivo, il titolo giapponese di quasi tutti gli episodi è costituito dalla parola "viaggio" (旅?) più il mese relativo alla regione in cui si svolgono le vicende. Solo gli episodi 1, 50 e 70 fanno eccezione.
Gli episodi dal 50 in avanti (che iniziano un'avventura nuova) proseguono con lo stesso sistema di nomenclature, pur avendo esaurito già tutti i mesi disponibili. In lingua giapponese, infatti, i mesi si scrivono col numero di quel mese nell'anno seguito dal kanji 月?, per cui i titoli continuano allo stesso modo, indicando con numeri dal 13 in poi dei mesi che in realtà non esistono (tredicesimo mese, quattordicesimo mese e così via).
In Italia la serie è stata trasmessa per intero solo una volta, durante la prima visione. Ci sono state in seguito più repliche, ma nessuna di esse è mai arrivata fino alla fine della serie. Durante la prima messa in onda su Italia 1, sono stati usati titoli molto simili alla controparte giapponese, composti da "Alla scoperta di" più il mese di riferimento (ad esempio, l'episodio 10 durante la prima messa in onda si chiama "Alla scoperta di novembre - seconda parte") . Per le repliche invece, gli episodi sono stati trasmessi divisi in due parti da circa 10 minuti l'una, quindi ogni episodio ha due titoli completamente nuovi, uno per parte; questa trasmissione prevede titoli ricreati da zero in base alla trama degli episodi.
| Nº | Titolo italiano Giapponese 「Kanji」 - Rōmaji - Traduzione letterale                                                                                        | In onda           | In onda |
| Nº | Titolo italiano Giapponese 「Kanji」 - Rōmaji - Traduzione letterale                                                                                        | Giapponese        |         |
| 1  | Il compleanno / Colpo di fulmine - ? 「王女旅立つ」 - ōjo tabidatsu – "La principessa parte"                                                                | 7 settembre 1997  |         |
| 2  | Cattive abitudini / Presentazioni - Alla scoperta di Settembre Prima Parte 「9月の旅I」 - 9 gatsu no tabi i – "Il viaggio di settembre 1"                   | 14 settembre 1997 |         |
| 3  | Gli spiriti vegetali / La prigione delle nuvole - Alla scoperta di Settembre Seconda Parte 「9月の旅II」 - 9 gatsu no tabi ii – "Il viaggio di settembre 2" | 21 settembre 1997 |         |
| 4  | Avarizia / Il segreto - Alla scoperta di Settembre Terza Parte 「9月の旅III」 - 9 gatsu no tabi iii – "Il viaggio di settembre 3"                           | 28 settembre 1997 |         |
| 5  | La noce magica / L'incendio - Alla scoperta di Ottobre Prima Parte 「10月の旅I」 - 10 gatsu no tabi i – "Il viaggio di ottobre 1"                           | 5 ottobre 1997    |         |
| 6  | Le previsioni della tigre / I giochi olimpici - Alla scoperta di Ottobre Seconda Parte 「10月の旅II」 - 10 gatsu no tabi ii – "Il viaggio di ottobre 2"     | 12 ottobre 1997   |         |
| 7  | Un ragazzo solo / L'isola delle olive - Alla scoperta di Ottobre Terza Parte 「10月の旅III」 - 10 gatsu no tabi iii – "Il viaggio di ottobre 3"             | 19 ottobre 1997   |         |
| 8  | Finalmente si mangia / Il sacerdote del tempio - Alla scoperta di Ottobre Quarta Parte 「10月の旅IV」 - 10 gatsu no tabi iv – "Il viaggio di ottobre 4"     | 26 ottobre 1997   |         |
| 9  | Caccia alla principessa / Lo spettacolo - Alla scoperta di Novembre Prima Parte 「11月の旅I」 - 11 gatsu no tabi i – "Il viaggio di novembre 1"             | 16 novembre 1997  |         |
| 10 | Il segno della sfortuna / Il bacio del perdono - Alla scoperta di Novembre Seconda Parte 「11月の旅II」 - 11 gatsu no tabi ii – "Il viaggio di novembre 2"  | 23 novembre 1997  |         |
| 11 | Magia / Sesamina ritorna - Alla scoperta di Novembre Terza Parte 「11月の旅III」 - 11 gatsu no tabi iii – "Il viaggio di novembre 3"                        | 30 novembre 1997  |         |
| 12 | L'influenza / Il fungo dell'influenza - Alla scoperta di Novembre Quarta Parte 「11月の旅IV」 - 11 gatsu no tabi iv – "Il viaggio di novembre 4"            | 7 dicembre 1997   |         |
| 13 | Iscrizione a scuola / Termine del corso - Alla scoperta di Dicembre Prima Parte 「12月の旅I」 - 12 gatsu no tabi i – "Il viaggio di dicembre 1"             | 14 dicembre 1997  |         |
| 14 | La città grigia / La cura dell'immagine - Alla scoperta di Dicembre Seconda Parte 「12月の旅II」 - 12 gatsu no tabi ii – "Il viaggio di dicembre 2"         | 21 dicembre 1997  |         |
| 15 | L'esca / La signora alligatore - Alla scoperta di Dicembre Terza Parte 「12月の旅III」 - 12 gatsu no tabi iii – "Il viaggio di dicembre 3"                  | 28 dicembre 1997  |         |
| 16 | Le chiavi / La sconfitta degli scheletri - ? 「ン・パカの旅」 - n . paka no tabi – "Il viaggio di N-Paka"                                                   | 4 gennaio 1998    |         |
| 17 | Capodanno / Pupazzi di neve - Alla scoperta di Gennaio Prima Parte 「1月の旅I」 - 1 gatsu no tabi i – "Il viaggio di gennaio 1"                             | 11 gennaio 1998   |         |
| 18 | La foresta di bambù / Terremoto - Alla scoperta di Gennaio Seconda Parte 「1月の旅II」 - 1 gatsu no tabi ii – "Il viaggio di gennaio 2"                     | 18 gennaio 1998   |         |
| 19 | Il regalo di fidanzamento / La città ritorna verde - Alla scoperta di Gennaio Terza Parte 「1月の旅III」 - 1 gatsu no tabi iii – "Il viaggio di gennaio 3"  | 25 gennaio 1998   |         |
| 20 | La locanda della rondine / Carotino innamorato - Alla scoperta di Febbraio Prima Parte 「2月の旅I」 - 2 gatsu no tabi i – "Il viaggio di febbraio 1"        | 1º febbraio 1998  |         |
| 21 | Il tempio del pirata / Il prurito alla schiena - Alla scoperta di Febbraio Seconda Parte 「2月の旅II」 - 2 gatsu no tabi ii – "Il viaggio di febbraio 2"    | 8 febbraio 1998   |         |
| 22 | Nel regno di Kappa / La rivincita di Ston-Ston - Alla scoperta di Febbraio Terza Parte 「2月の旅III」 - 2 gatsu no tabi iii – "Il viaggio di febbraio 3"    | 15 febbraio 1998  |         |
| 23 | Viaggio verso la luna / Il lato dolce della luna - Alla scoperta di Febbraio Quarta Parte 「2月の旅IV」 - 2 gatsu no tabi iv – "Il viaggio di febbraio 4"   | 22 febbraio 1998  |         |
| 24 | Il castello dei tulipani / Le gocce di vapore - Alla scoperta di Marzo Prima Parte 「3月の旅I」 - 3 gatsu no tabi i – "Il viaggio di marzo 1"               | 1º marzo 1998     |         |
| 25 | La zona pericolosa / La fuga - Alla scoperta di Marzo Seconda Parte 「3月の旅II」 - 3 gatsu no tabi ii – "Il viaggio di marzo 2"                            | 8 marzo 1998      |         |
| 26 | Un nuovo piano / La principessa in pericolo - Alla scoperta di Marzo Terza Parte 「3月の旅III」 - 3 gatsu no tabi iii – "Il viaggio di marzo 3"             | 15 marzo 1998     |         |
| 27 | La miniera d'oro / La talpa gigante - Alla scoperta di Marzo Quarta Parte 「3月の旅IV」 - 3 gatsu no tabi iv – "Il viaggio di marzo 4"                      | 22 marzo 1998     |         |
| 28 | Il generale fenicottero / Il ciliegio della verità - Alla scoperta di Marzo Quinta Parte 「3月の旅V」 - 3 gatsu no tabi v – "Il viaggio di marzo 5"         | 29 marzo 1998     |         |
| 29 | Il petalo sul naso / Liberate Pomodorina - Alla scoperta di Aprile Prima Parte 「4月の旅I」 - 4 gatsu no tabi i – "Il viaggio di aprile 1"                  | 5 aprile 1998     |         |
| 30 | Le torte di riso / La principessa pagliaccio - Alla scoperta di Aprile Seconda Parte 「4月の旅II」 - 4 gatsu no tabi ii – "Il viaggio di aprile 2"          | 12 aprile 1998    |         |
| 31 | Stato d'allerta / La decisione di Sesamina - Alla scoperta di Aprile Terza Parte 「4月の旅III」 - 4 gatsu no tabi iii – "Il viaggio di aprile 3"            | 19 aprile 1998    |         |
| 32 | Scontro inevitabile / Intervento della principessa - Alla scoperta di Aprile Quarta Parte 「4月の旅IV」 - 4 gatsu no tabi iv – "Il viaggio di aprile 4"     | 26 aprile 1998    |         |
| 33 | Il lottatore di sumo / La scomparsa della carta - Alla scoperta di Maggio Prima Parte 「5月の旅I」 - 5 gatsu no tabi i – "Il viaggio di maggio 1"           | 3 maggio 1998     |         |
| 34 | La gara di cucina / Il vincitore - Alla scoperta di Maggio Seconda Parte 「5月の旅II」 - 5 gatsu no tabi ii – "Il viaggio di maggio 2"                      | 10 maggio 1998    |         |
| 35 | La montagna del naso / La trappola di Notte Nera - Alla scoperta di Maggio Terza Parte 「5月の旅III」 - 5 gatsu no tabi iii – "Il viaggio di maggio 3"      | 17 maggio 1998    |         |
| 36 | Il gruppo di studio / L'incontro con la regina - Alla scoperta di Maggio Quarta Parte 「5月の旅IV」 - 5 gatsu no tabi iv – "Il viaggio di maggio 4"         | 24 maggio 1998    |         |
| 37 | Il regno della musica / ??? - Alla scoperta di Maggio Quinta Parte 「5月の旅V」 - 5 gatsu no tabi v – "Il viaggio di maggio 5"                              | 30 maggio 1998    |         |
| 38 | Alla scoperta di Giugno Prima Parte 「6月の旅I」 - 6 gatsu no tabi i – "Il viaggio di giugno 1"                                                             | 7 giugno 1998     |         |
| 39 | Alla scoperta di Giugno Seconda Parte 「6月の旅II」 - 6 gatsu no tabi ii – "Il viaggio di giugno 2"                                                         | 14 giugno 1998    |         |
| 40 | Alla scoperta di Giugno Terza Parte 「6月の旅III」 - 6 gatsu no tabi iii – "Il viaggio di giugno 3"                                                         | 28 giugno 1998    |         |
| 41 | Alla scoperta di Giugno Quarta Parte 「6月の旅IV」 - 6 gatsu no tabi iv – "Il viaggio di giugno 4"                                                          | 5 luglio 1998     |         |
| 42 | Alla scoperta di Luglio Prima Parte 「7月の旅I」 - 7 gatsu no tabi i – "Il viaggio di luglio 1"                                                             | 12 luglio 1998    |         |
| 43 | Alla scoperta di Luglio Seconda Parte 「7月の旅II」 - 7 gatsu no tabi ii – "Il viaggio di luglio 2"                                                         | 19 luglio 1998    |         |
| 44 | Alla scoperta di Luglio Terza Parte 「7月の旅III」 - 7 gatsu no tabi iii – "Il viaggio di luglio 3"                                                         | 26 luglio 1998    |         |
| 45 | Alla scoperta di Luglio Quarta Parte 「7月の旅IV」 - 7 gatsu no tabi iv – "Il viaggio di luglio 4"                                                          | 2 agosto 1998     |         |
| 46 | Alla scoperta di Agosto Prima Parte 「8月の旅I」 - 8 gatsu no tabi i – "Il viaggio di agosto 1"                                                             | 9 agosto 1998     |         |
| 47 | Alla scoperta di Agosto Seconda Parte 「8月の旅II」 - 8 gatsu no tabi ii – "Il viaggio di agosto 2"                                                         | 16 agosto 1998    |         |
| 48 | Alla scoperta di Agosto Terza Parte 「8月の旅III」 - 8 gatsu no tabi iii – "Il viaggio di agosto 3"                                                         | 23 agosto 1999    |         |
| 49 | Alla scoperta di Agosto Quarta Parte 「8月の旅IV」 - 8 gatsu no tabi iv – "Il viaggio di agosto 4"                                                          | 30 agosto 1998    |         |
| 50 | Come una principessa 「王女らしく」 - ōjo rashiku – "Come una principessa"                                                                                  | 6 settembre 1998  |         |
| 51 | Alla scoperta del tredicesimo mese Prima Parte 「13月の旅I」 - 13 gatsu no tabi i – "Il viaggio del tredicesimo mese 1"                                     | 13 settembre 1998 |         |
| 52 | Alla scoperta del tredicesimo mese Seconda Parte 「13月の旅II」 - 13 gatsu no tabi ii – "Il viaggio del tredicesimo mese 2"                                 | 20 settembre 1998 |         |
| 53 | Alla scoperta del tredicesimo mese Terza Parte 「13月の旅III」 - 13 gatsu no tabi iii – "Il viaggio del tredicesimo mese 3"                                 | 27 settembre 1998 |         |
| 54 | Alla scoperta del Quattordicesimo mese Prima Parte 「14月の旅I」 - 14 gatsu no tabi i – "Il viaggio del quattordicesimo mese 1"                             | 4 ottobre 1998    |         |
| 55 | Alla scoperta del Quattordicesimo mese Seconda Parte 「14月の旅II」 - 14 gatsu no tabi ii – "Il viaggio del quattordicesimo mese 2"                         | 11 ottobre 1998   |         |
| 56 | Alla scoperta del Quattordicesimo mese Terza Parte 「14月の旅III」 - 14 gatsu no tabi iii – "Il viaggio del quattordicesimo mese 3"                         | 18 ottobre 1998   |         |
| 57 | Alla scoperta del Quattordicesimo mese Quarta Parte 「14月の旅IV」 - 14 gatsu no tabi iv – "Il viaggio del quattordicesimo mese 4"                          | 25 ottobre 1998   |         |
| 58 | Alla scoperta del quindicesimo mese Prima Parte 「15月の旅I」 - 15 gatsu no tabi i – "Il viaggio del quindicesimo mese 1"                                   | 8 novembre 1998   |         |
| 59 | Alla scoperta del quindicesimo mese Seconda Parte 「15月の旅II」 - 15 gatsu no tabi ii – "Il viaggio del quindicesimo mese 2"                               | 15 novembre 1998  |         |
| 60 | Alla scoperta del quindicesimo mese Terza Parte 「15月の旅III」 - 15 gatsu no tabi iii – "Il viaggio del quindicesimo mese 3"                               | 22 novembre 1998  |         |
| 61 | Alla scoperta del quindicesimo mese Quarta Parte 「15月の旅IV」 - 15 gatsu no tabi iv – "Il viaggio del quindicesimo mese 4"                                | 29 novembre 1998  |         |
| 62 | Alla scoperta del sedicesimo mese Prima Parte 「16月の旅I」 - 16 gatsu no tabi i – "Il viaggio del sedicesimo mese 1"                                       | 6 dicembre 1998   |         |
| 63 | Alla scoperta del sedicesimo mese Seconda Parte 「16月の旅II」 - 16 gatsu no tabi ii – "Il viaggio del sedicesimo mese 2"                                   | 13 dicembre 1998  |         |
| 64 | Alla scoperta del sedicesimo mese Terza Parte 「16月の旅III」 - 16 gatsu no tabi iii – "Il viaggio del sedicesimo mese 3"                                   | 20 dicembre 1998  |         |
| 65 | Alla scoperta del sedicesimo mese Quarta Parte 「16月の旅IV」 - 16 gatsu no tabi iv – "Il viaggio del sedicesimo mese 4"                                    | 27 dicembre 1998  |         |
| 66 | Alla scoperta del diciassettesimo mese Prima Parte 「17月の旅I」 - 17 gatsu no tabi i – "Il viaggio del diciassettesimo mese 1"                             | 3 gennaio 1999    |         |
| 67 | Alla scoperta del diciassettesimo mese Seconda Parte 「17月の旅II」 - 17 gatsu no tabi ii – "Il viaggio del diciassettesimo mese 2"                         | 10 gennaio 1999   |         |
| 68 | Alla scoperta del diciassettesimo mese Terza Parte 「17月の旅III」 - 17 gatsu no tabi iii – "Il viaggio del diciassettesimo mese 3"                         | 17 gennaio 1999   |         |
| 69 | Alla scoperta del diciassettesimo mese Quarta Parte 「17月の旅IV」 - 17 gatsu no tabi iv – "Il viaggio del diciassettesimo mese 4"                          | 24 gennaio 1999   |         |
| 70 | Grazie a tutti 「ありがと」 - arigato – "Grazie" | 31 gennaio 1999   |         |